# فدراسیون فوتبال گامبیا
فدراسیون فوتبال گامبیا (انگلیسی: Gambia Football Federation) نهاد اداره‌کننده مسابقات فوتبال و فوتسال در کشور گامبیا است.
این فدراسیون که در سال ۱۹۵۲ تأسیس شده عضو کنفدراسیون فوتبال آفریقا و فیفا نیز می‌باشد و مقر آن در شهر بانجول است.